# Caradrina avis
Caradrina avis är en fjärilsart som beskrevs av Rudolf Pinker 1980. Caradrina avis ingår i släktet Caradrina och familjen nattflyn. Inga underarter finns listade i Catalogue of Life.